# Würzburger Residenzlauf

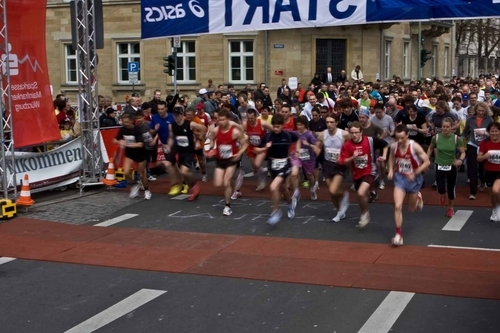
Residenzlauf 2008, Start des Fit-and-Fun-Laufs

Der Würzburger Residenzlauf ist ein Stadtlauf, der seit 1989 in Würzburg im Frühling stattfindet. Auf einer 2,5-km-Runde wird ein 10-km-Straßenlauf für die Elite ausgetragen (Lauf der Asse), daneben gehören zur Veranstaltung auch ein separater Volkslauf über dieselbe Distanz sowie Läufe über 2,5 km und 5 km für Laufeinsteiger, ein Schüler- und ein Bambinilauf.
Die nach den Bestimmungen der IAAF mit einem Jones-Counter vermessene Rundstrecke beginnt und endet auf dem Residenzplatz und führt entgegen dem Uhrzeigersinn um die Residenz und die an sie angrenzenden Parkanlagen. Die Zeitmessung erfolgt per ChampionChip.
Der Lauf der Asse (seit 1990 jährlich mit Ausnahme von 1995 durchgeführt) gehört zu den schnellsten 10-km-Rennen weltweit. Unter anderem wurde hier 1993 eine Zeit gelaufen, die bis 2010, als sie bei den Grand 10 Berlin von Leonard Patrick Komon unterboten wurde, die schnellste auf deutschem Boden war.

## Organisation und Programm
Veranstalter des Residenzlauf ist die Müller-Reichart Veranstaltungs-GmbH und das Sportamt Würzburg. Sportlicher Ausrichter ist die Turngemeinde 1848 Würzburg.
Folgende Wettbewerbe werden ausgetragen:
- ein Laufwettbewerb für Kindergartenkinder (bis 7 Jahre) über 600 m (offiziell Schnupperlauf)
- ein Laufwettbewerb für Kindergartenkinder (bis 7 Jahre) mit Begleitperson über 600 m ohne Zeitnahme (offiziell Kindergartenlauf)
- ein Laufwettbewerb für Kinder (bis 9 Jahre) über 1,0 km (offiziell Bambini Lauf)
- Laufwettbewerbe für Schüler (bis 9 Jahre) über 1,0 km und (ab 10 Jahre) über 2,5 km, beide ohne Zeitnahme (offiziell Lauf der Schulen)
- ein Laufwettbewerb für junge Läufer, Neuläufer, gehandicapte Sportler, Gesundheitssportler und Walker über 2,5 km (offiziell No-Limits-Lauf)
- ein Laufwettbewerb/Firmenlauf über 5,0 km (offiziell Fit-and-Fun-Lauf)
- ein Laufwettbewerb über 10,0 km (offiziell Hauptlauf)
- ein Laufwettbewerb über 10,0 km für Läufer mit einer Zeit unter 34 Min. (Männer), bzw. unter 40 Min. (Frauen) (offiziell Lauf der Asse)
- ein Handbike-Rennen über 20,0 km

In das Rahmenprogramm des Residenzlaufs wird der gesamte Residenzplatz (Start und Ziel) vor der Würzburger Residenz einbezogen. Hier wird seit 2012 eine kostenlose Kinderbetreuung angeboten. Im benachbarten Bechtolsheimer Hof und im ehemaligen Mozartgymnasium werden Umkleide- und Duschmöglichkeiten für die Teilnehmer bereitgestellt.

## Statistik

### Streckenrekorde
- Männer: 27:33 min, Leonard Patrick Komon (KEN), 2011
- Frauen: 31:16 min, Margaret Wangari Muriuki (KEN), 2014

### Siegerliste
| Datum         | Männer                             | Zeit (min) | Frauen                           | Zeit (min) |
| ------------- | ---------------------------------- | ---------- | -------------------------------- | ---------- |
| 1. Mai 2023   | Castor Mogeni (KEN)                | 28:46      | Hanna Klein (GER)                | 31:49      |
| 1. Mai 2022   | Kebede Endale (ETH)                | 28:37      | Domenika Mayer (GER)             | 32:46      |
| 14. Apr. 2019 | Vincent Kiprotich Kibet (KEN)      | 27:35      | Eva Cherono (KEN)                | 31:22      |
| 29. Apr. 2018 | Emmanuel Kipchirchir Kiprono (KEN) | 28:17      | Melat Yisak Kejeta (GER)         | 32:39      |
| 30. Apr. 2017 | Benard Kimeli (KEN)                | 28:14      | Fate Tola (GER)                  | 32:47      |
| 24. Apr. 2016 | Isaac Kipsang Temoi (KEN)          | 29:11      | Alice Aprot Nawowuna (KEN)       | 32:14      |
| 26. Apr. 2015 | Japhet Kipyegon Korir -2-          | 27:47      | Caroline Chepkemoi (KEN)         | 32:36      |
| 13. Apr. 2014 | Nicholas Bor (KEN)                 | 28:18      | Margaret Wangari Muriuki (KEN)   | 31:16      |
| 28. Apr. 2013 | Japhet Kipyegon Korir (KEN)        | 27:52      | Agnes Mutune (KEN)               | 32:22      |
| 29. Apr. 2012 | Jacob Kendagor (KEN)               | 28:21      | Maryanne Wangari Wanjiru (KEN)   | 32:45      |
| 17. Apr. 2011 | Leonard Patrick Komon (KEN)        | 27:33      | Doris Chepkwemoi Changeywo -2-   | 31:26      |
| 25. Apr. 2010 | Jacob Korir Cheshari (KEN)         | 27:56      | Grace Kwamboka Momanyi -2-       | 31:34      |
| 26. Apr. 2009 | Abraham Chebii (KEN)               | 28:08      | Grace Kwamboka Momanyi (KEN)     | 31:32      |
| 20. Apr. 2008 | Job Tanui (KEN)                    | 28:05      | Doris Chepkwemoi Changeywo (KEN) | 31:35      |
| 29. Apr. 2007 | Patrick Makau Musyoki (KEN)        | 28:15      | Peninah Jerop Arusei (KEN)       | 32:45      |
| 30. Apr. 2006 | Johnstone Kipkorir Chepkwony (KEN) | 28:10      | Wude Ayalew (ETH)                | 31:30      |
| 24. Apr. 2005 | Eliud Tanui (KEN)                  | 28:20      | Sabrina Mockenhaupt (GER)        | 32:38      |
| 25. Apr. 2004 | Moses Kipkosgei Kigen -2-          | 28:25      | Eunice Jepkorir (KEN)            | 31:38      |
| 27. Apr. 2003 | Moses Kipkosgei Kigen (KEN)        | 27:48      | Caroline Chepkorir Kwambai (KEN) | 32:26      |
| 28. Apr. 2002 | Benjamin Kimutai Koskei (KEN)      | 28:41      | Lenah Jemutai Cheruiyot -2-      | 32:10      |
| 29. Apr. 2001 | John Yuda Msuri (TAN)              | 28:26      | Lenah Jemutai Cheruiyot (KEN)    | 32:33      |
| 30. Apr. 2000 | Tendai Chimusasa -2-               | 28:57      | Beáta Rakonczai (HUN)            | 33:19      |
| 25. Apr. 1999 | Isaac Chemobwo -2-                 | 29:18      | Iris Biba-Pöschl (GER)           | 33:05      |
| 26. Apr. 1998 | Isaac Chemobwo (KEN)               | ?          | Irina Mikitenko (GER)            | ?          |
| 27. Apr. 1997 | Benson Lokorwa (KEN)               | ?          | Susan Chepkemei (KEN)            | ?          |
| 28. Apr. 1996 | Shadrak Kiplimo (KEN)              | ?          | Joyce Chepchumba (KEN)           | ?          |
| 1995          | Wolfgang Pulzer                    | ?          | Carmen Klenk                     | ?          |
| 24. Apr. 1994 | James Songok (KEN)                 | 28:39      | Tegla Loroupe -2-                | 33:59      |
| 25. Apr. 1993 | Tendai Chimusasa (ZIM)             | 27:37      | Heléna Barócsi (HUN)             | 33:42      |
| 26. Apr. 1992 | Jason Mosigisi (KEN)               | ?          | Tegla Loroupe (KEN)              | 32:06      |
| 28. Apr. 1991 | Carsten Eich (GER)                 | 28:19      | Katrin Dörre (GER)               | 32:15      |
| 29. Apr. 1990 | Kurt Stenzel                       | ?          | Kerstin Streck                   | ?          |
| 30. Apr. 1989 | Hubert Karl                        | ?          | Astrid Schmidt                   | ?          |